# Francolin du Natal
Pternistis natalensis
Espèce
Statut de conservation UICN

 LC  : Préoccupation mineure
Le Francolin du Natal (Pternistis natalensis) est une espèce d'oiseaux de la famille des Phasianidae.

## Distribution
Sud-est de l’Afrique : centre de la Zambie, Zimbabwe, est du Botswana, ouest du Mozambique, Natal et extrême nord-est de l’Afrique du Sud.

## Sous-espèces
- F. n. natalensis  Smith, 1834 : forme nominative, du sud de la Zambie au Natal.
- F. n. thamnobium  Clancey, 1953 : cette sous-espèce, pas toujours reconnue, est incluse dans la forme nominale par plusieurs auteurs comme Urban et al. (1986).
- F. n. neavei  Mackworth-Praed, 1920 : du nord de la Zambie à l’ouest du Mozambique.

Ces trois formes ne seraient que l’expression d’un cline géographique avec les populations du nord neavei tendant à présenter les parties inférieures plus pâles et avec un dessin d’écailles plus marqué que la forme nominative et thamnobium (Hennache & Ottaviani 2011).

## Habitat
Le francolin du Natal occupe différents habitats comme les flancs des collines parsemés de broussailles denses, les forêts sèches longeant les cours d’eau, les zones à buissons, les boisements à sous-bois et les forêts de montagne jusqu’à 1800 m. Il visite aussi les fourrés d’acacia (Acacia sp.) en terrain rocailleux, la végétation le long des rivières, les cultures parvenues à maturité dans les zones agricoles (Urban et al. 1986).

## Alimentation
Il se nourrit et prend des bains de terre sèche à proximité des buissons mais il juche dans les arbres. Son alimentation se compose de petits bulbes et racines, pois, baies, graines et grains de céréales avec un complément d’insectes (chenilles, sauterelles, coléoptères, termites). Il a aussi été observé en quête de nourriture dans du crottin d’éléphant et de rhinocéros. Quand le couvert végétal est suffisant, ce francolin s’aventure dans les champs moissonnés et consomme les grains restés sur le sol (Urban et al. 1986).

## Mœurs
Ce francolin est sédentaire, juchant dans les arbres ou les buissons la nuit, se retirant dans l’épais couvert végétal pendant les chaudes heures de la journée. Il se tient invariablement en couples ou en petits groupes jusqu’à dix individus, souvent en association avec les francolins à bec rouge (F. adspersus) et de Swainson (F. swainsonii) avec lesquels il peut s’hybrider. Répugnant à s’envoler en cas de danger, il préfère se mettre tranquillement à l’abri sous le couvert. Son vol est d’ailleurs plutôt lent (Hennache & Ottaviani 2011).

## Voix
Le francolin du Natal émet ses vocalises particulièrement tôt le matin ou tard le soir. Le cri d’alarme se compose de quatre notes râpeuses ker-kik-kik-kik avec plus d’intensité sur les trois dernières, d’un kwali-kwali-kwali plus résonnant, d’un krr-ik-krr  rauque répété quatre ou cinq fois et d’un bref kik (Madge & McGowan 2002).

## Nidification
Il niche probablement à la fin de la saison des pluies et en hiver, généralement en janvier-février et d’avril à juillet en Afrique du Sud, à n’importe quel moment de l’année mais essentiellement entre mars et mai au Zimbabwe, et de même entre mars et mai en Zambie. Le nid est une simple dépression grattée sur le sol, sous un buisson, et tapissée d’herbes. La ponte habituelle est de cinq œufs ; les pontes comptant jusqu’à dix œufs ont été imputées à deux femelles (Madge & McGowan 2002).

## Statut
Cette espèce est localement abondante mais des changements de pratiques agricoles ont occasionné le recul de certaines populations en Afrique du Sud (Madge & McGowan 2002).

## Galerie

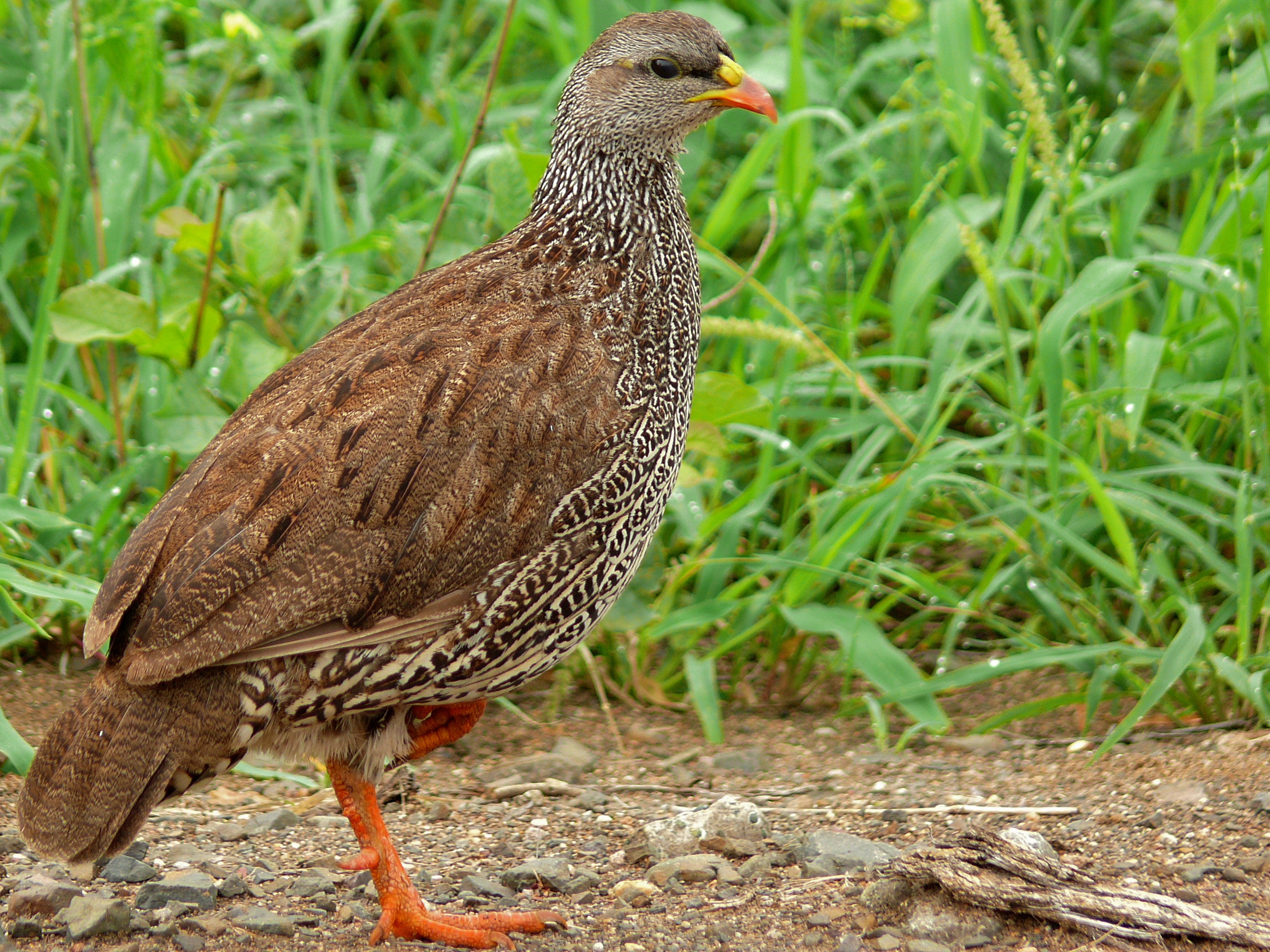
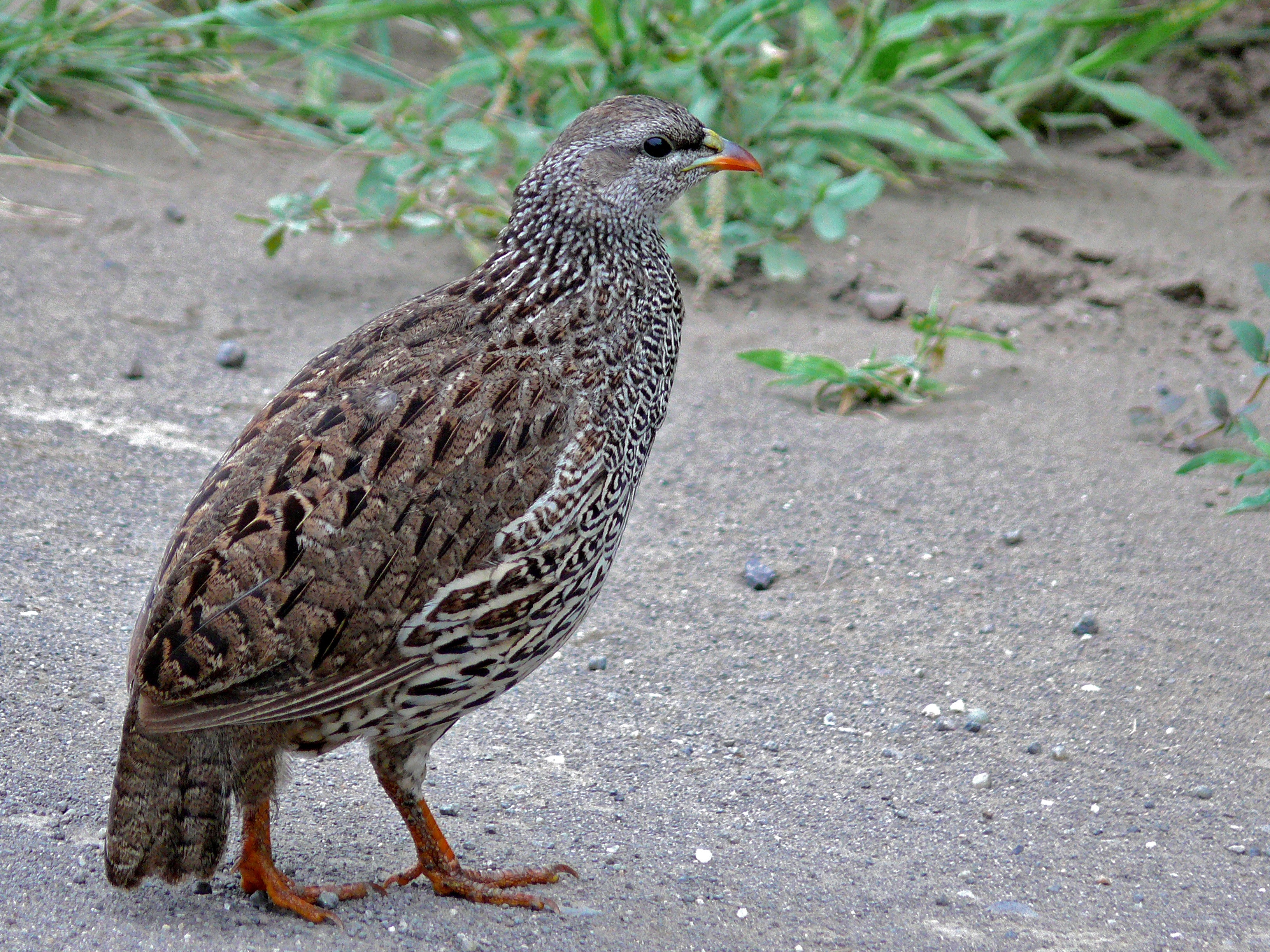
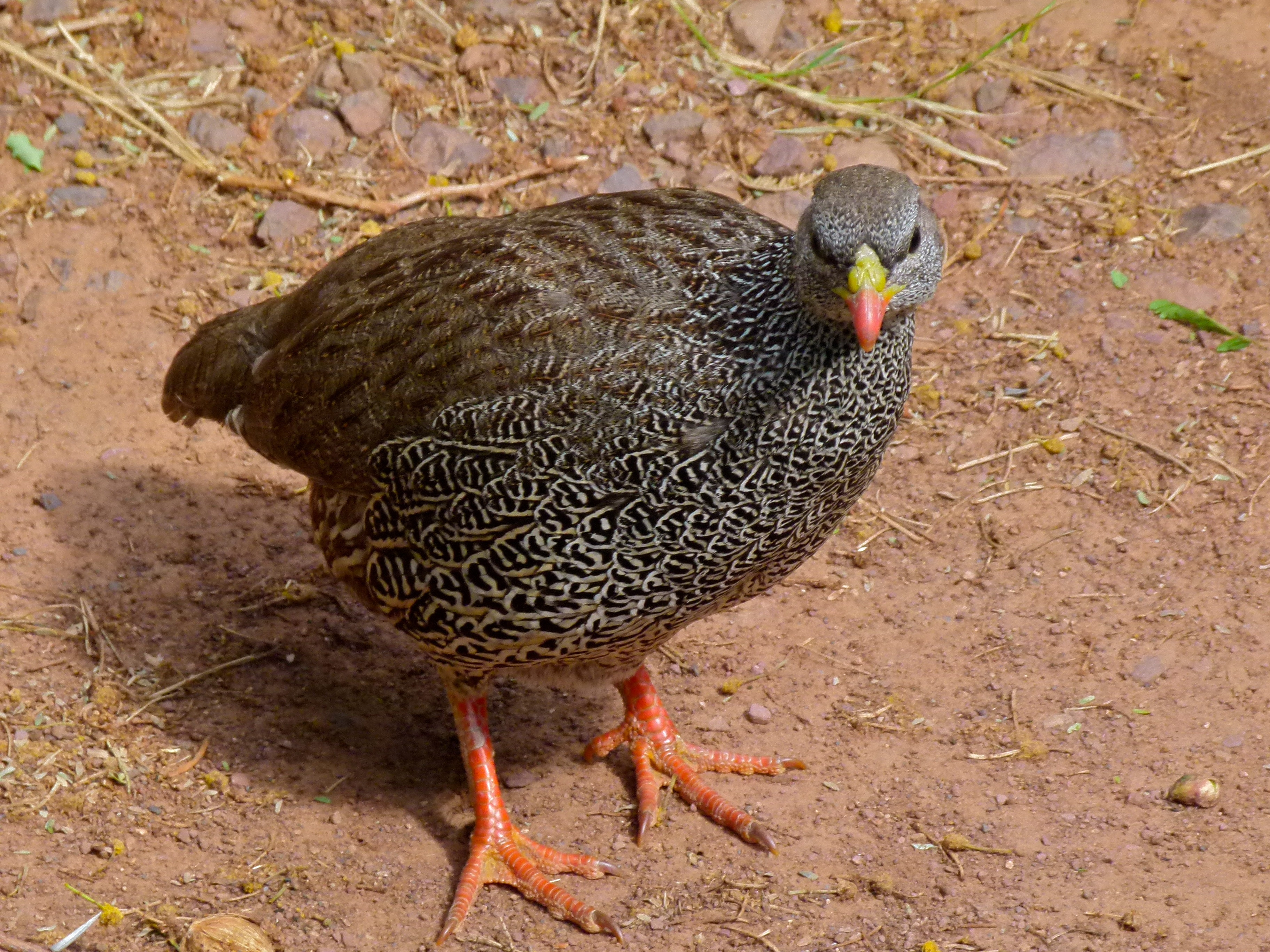